# Aeropuerto Internacional Quad City
El Aeropuerto Internacional Quad City (en inglés, Quad City International Airport) (IATA: MLI, OACI: KMLI, FAA LID: MLI) es un aeropuerto público en el Condado de Rock Island, Illinois, a 5 km (tres millas) al sur de Moline, en parte en el municipio de Blackhawk y en parte en el municipio de Coal Valley.En 2012 fue nombrado "Aeropuerto principal del año de Illinois". Sirve al área metropolitana de Quad Cities, incluidos Davenport y Bettendorf en el condado de Scott, Iowa, así como a Moline en el condado de Rock Island, Illinois.
El aeropuerto no tiene vuelos comerciales internacionales de pasajeros; su designación internacional se debe a que es un puerto de entrada oficial y tiene una Zona de Comercio Exterior y una Oficina de Aduanas de los EE. UU., lo que permite envíos de carga internacionales y vuelos internacionales de pasajeros de aviación general.
El aeropuerto está directamente al sur de la base de hidroaviones Quad-City, que se encuentra en el río Rock, el límite norte de Quad Cities International.+

## Instalaciones
El Aeropuerto Internacional Quad Cities cubre 818 hectáreas (2021 acres) y tiene tres pistas:
- 27/9: 3049 m × 46 m (10 002 pies × 150 pies), concreto, ILS
- 31/13: 2225 m × 46 m (7301 pies × 150 pies), asfalto/concreto
- 23/5: 1529 m × 46 m (5016 pies × 150 pies), concreto

El Aeropuerto Internacional Quad Cities puede recibir cualquier aeronave en casi cualquier clima gracias a las largas pistas, el ILS y la iluminación de alta intensidad. Los funcionarios del aeropuerto afirman que es posible que el aeropuerto pueda recibir al Airbus A380. El aeródromo ha sufrido muchos cambios en los últimos años, incluida la ampliación de la calle de rodaje H. La pista 5/23 se ha ampliado a una longitud utilizable de 1529 m (5015 pies).
La pista 9/27, la más larga, se reconstruyó en 2011. El programa incluyó una pista paralela temporal de 2000 m (6500 pies) (10/28), ahora calle de rodaje P. La nueva pista 9/27 tiene nuevo pavimento, nueva construcción de arcén, adiciones a la calle de rodaje y un nuevo kit de efecto de captura de senda de planeo para la pista 9. Costó 34 millones de dólares y se completó a finales de 2012 cuando la pista temporal se convirtió en una calle de rodaje.
En 2022, el aeropuerto inició un proceso de reconstrucción para modificar el diseño de su aeropuerto. El plan acortaría la pista 5/23 en 1500 pies y añadiría una nueva calle de rodaje paralela a la pista 9/27, la principal pista comercial del aeropuerto. El proyecto de 10 millones de dólares está financiado en su totalidad por la FAA.
La primera torre de control de tráfico aéreo del aeropuerto estaba en la parte superior de la antigua terminal de pasajeros (de la era de 1954). La torre actual, en el lado sur del aeropuerto cerca del operador de base fija Elliot Aviation, tiene personal los siete días de la semana de 5:30 a. m. a 10:30 p. m. En otros momentos, el control del espacio aéreo lo realiza el Centro de Tráfico Aéreo de Chicago, ubicado de forma remota desde Aurora.
El aeropuerto está designado internacional por tener un servicio de aduanas de puerto de entrada. Una Zona de Comercio Exterior y una Oficina de Aduanas de los EE. UU. están ubicadas en el aeropuerto, lo que permite envíos internacionales entrantes y salientes. Las oficinas de Aduanas y Protección Fronteriza abrieron recientemente en el antiguo edificio de carga más al este. Hay tres instalaciones de carga para cada rampa disponible y el aeropuerto tiene capacidades de expansión. En el aeropuerto operan varias empresas de transporte aéreo, entre ellas BAX Global, DHL y UPS Supply Chain Solutions.
Los operadores de base fija (FBO) en el aeropuerto incluyen Elliott Aviation y QCIA Airport Services.
En 2021, el aeropuerto tuvo 28,181 operaciones de aeronaves, un promedio de 77 por día: 61 % de aviación general, 21 % de taxis aéreos, 14 % de aerolíneas y 3 % militares. En diciembre de 2021, 85 aeronaves estaban basadas en el aeropuerto: 55 monomotores, 18 multimotores, 11 jets y 1 helicóptero.

## Aerolíneas y destinos
| Aerolíneas       | Destinos |
| ---------------- | --- |
| Allegiant Air    | Las Vegas, Sarasota Estacional: Orlando/Sanford, Phoenix/Mesa, Punta Gorda (FL), San Petersburgo/Clearwater |
| American Eagle   | Charlotte, Chicago–O'Hare, Dallas/Fort Worth                                                                |
| Delta Connection | Atlanta |
| United Express   | Chicago–O'Hare, Denver                                                                                      |